# نموذج أوسيبكوف-ميريت

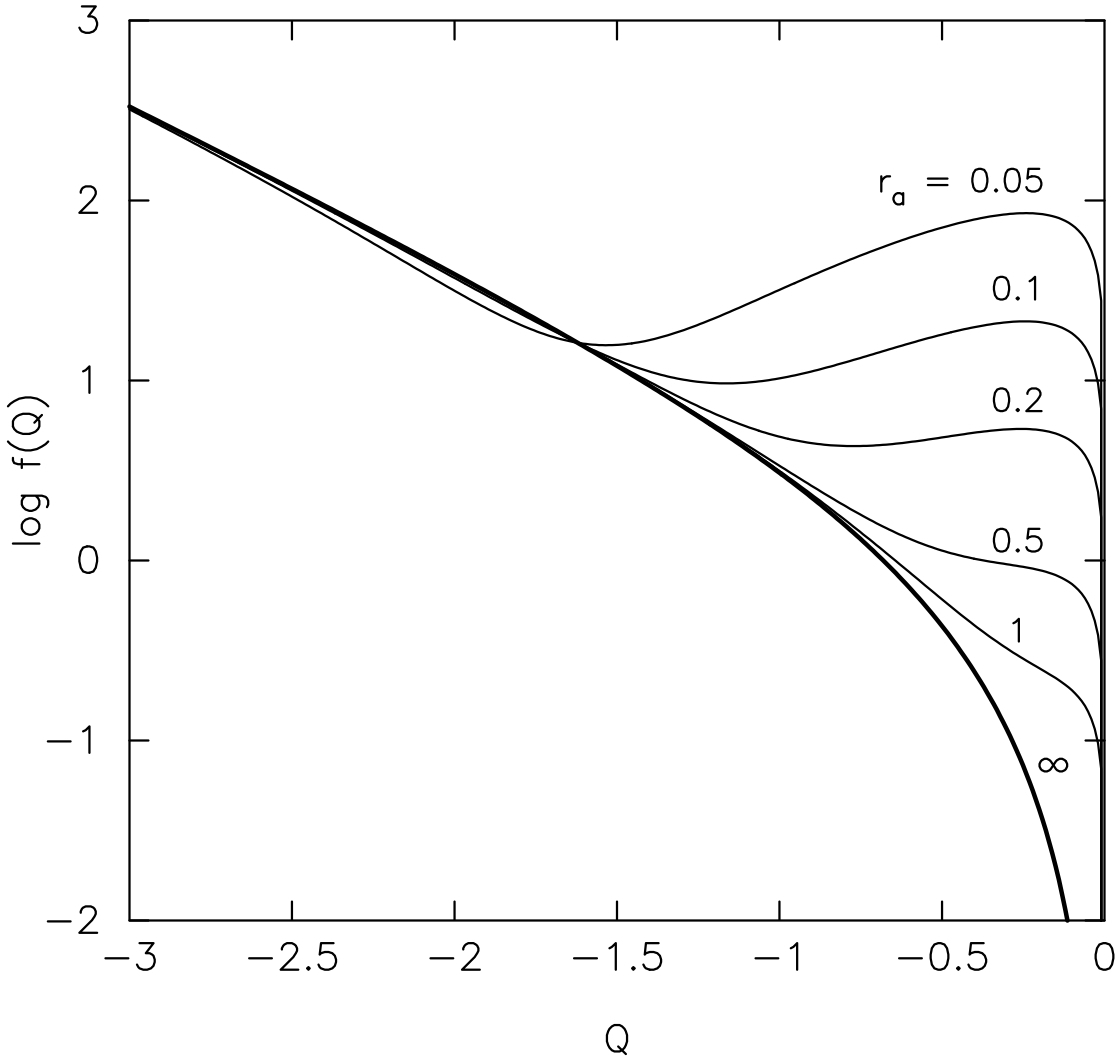
دالة توزيع أوسيبكوف-ميريت، المشتقة من نماذج المجرات التي تتبع قانون جافي في الكثافة.

نماذج أوسيبكوف-ميريت (نسبةً إلى العالمين ليونيد أوسيبكوف وديفيد ميريت) هي عبارة عن طريقة رياضية لتمثيل الأنظمة النجمية كروية الشكل (مثل المجرات، والعناقيد النجمية، والعناقيد المغلقة...إلخ). وتقوم معادلة أوسبيكوف-ميريت بتوليد عائلة من الدوال التوزيعية ذات بارامتر واحد مُعرفة على نطاق فضاء الطور، والتي بدورها تقوم بتوليد شكل محدد لتوزيع الكثافة (بغرض تمثيل النجوم)، تحت تأثير مجال جذبوي معين (والذي تخضع إليه حركة النجوم). ولا يلزم بالضرورة أن تكون دالة الكثافة ودالة وضع الجاذبية مرتبطتان. ويلعب البارامتر الحر في المعادلة السابقة دور تحديد مدى تباين مقدار السرعة بالنسبة إلى اتجاه الحركة؛ فعلى أحد الجوانب المتطرفة توجد الأنظمة المتناحية (والتي لا تعتمد خواصها على الاتجاه نهائيًا)، وعلى الجانب المقابل توجد الأنظمة المتباينة كليًا، والتي تتسم حركتها بكونها حركة قطرية تامة. وهذه الطريقة هي بمثابة تعميم لمعادلة إدنجتون الخاصة بتشكيل نماذج لوصف الأنظمة الكروية المتناحية.
وتوصل كلًا من هذين العالمين (أوسبيكوف وميريت) رياضيًا إلى تلك الطريقة بصفة مستقلة عن بعضهما. وطريقة الاشتقاق الأخيرة تتضمن كذلك عائلتين من النماذج (من النوع lla، والنوع b) والتان تصفان حركة متباينة مماسيًا.

## الاشتقاق الرياضي
طبقًا لنظرية جينز، فلابد وأن تصاغ دالة توزيع كثافة النجوم (f) على نطاق فضاء الطور بدلالة ثوابت الحركة (أي الكميات الفيزيائية التي تظل مقاديرها ثابتة خلال الحركة)، وفي حالة الأنظمة الكروية النجمية، فإن هذه الثوابت هي الطاقة الكلية (E)، والزخم الزاوي (J). وعلى هذا الأساس، فرض العالمان أوسبيكوف وميريت الصيغة التالية:
{\displaystyle f=f(Q)=f(E+J^{2}/2r_{a}^{2})}
حيث أن المقدار (ra)، والذي يعرف باسم نصف قطر التباين، هو بارامتر حر. ويفترض الحل السابق أن قيمة الدالة f المعرفة على نطاق الأسطح الدائرية في فضاء السرعات ثابتة. وذلك حيث أن:
{\displaystyle 2Q=v_{r}^{2}+(1+r^{2}/r_{a}^{2})v_{t}^{2}+2\Phi (r)}
حيث vrو vt هما مركبة السرعة الموازية والعمودية على متجه نصف القطر على الترتيب. و Φ(r) هي دالة وضع الجاذبية بدلالة متجه نصف القطر.
وتصاغ دالة الكثافة (ρ) بدلالة تكامل الدالة f على نطاق مركبات السرعة كما يلي:
{\displaystyle \rho (r)=2\pi \int \int f(E,J)v_{t}dv_{t}dv_{r}}
والتي يمكن أن تكتب بالصيغة الآتية:
{\displaystyle \rho (r)={2\pi  \over r^{2}}\int _{\Phi }^{0}dQf(Q)\int _{0}^{2r^{2}(Q-\Phi )/(1+r^{2}/r_{a}^{2})}dJ^{2}\left[2(Q-\Phi )-(J^{2}/r^{2})(1+r^{2}/r_{a}^{2})\right]^{-1/2}}
أو
{\displaystyle \rho (r)={4\pi  \over 1+r^{2}/r_{a}^{2}}\int _{\Phi }^{0}dQ{\sqrt {2(Q-\Phi )}}f(Q).}
وتتخذ المعادلة السابقة نفس صيغة معادلة آبل التكاملية، والتي يمكن إيجاد معكوسها بحيث تعطي قيمة f بدلالة ρ.
{\displaystyle f(Q)={{\sqrt {2}} \over 4\pi ^{2}}{d \over dQ}\int _{Q}^{0}{d\Phi  \over {\sqrt {\Phi -Q}}}{d\rho ^{'} \over d\Phi },\ \ \ \ \ \rho ^{'}(\Phi )=\left[1+r(\Phi )^{2}/r_{a}^{2}\right]\rho \left[r(\Phi )\right].}

## الخواص الرياضية
ويمكن عن طريق اشتقاق رياضي مماثل إثبات أن تشتت السرعات طبقًا لنموذج أسيبكوف-ميريت تحقق المعادلة التالية:
{\displaystyle {\sigma _{r}^{2} \over \sigma _{t}^{2}}=1+{r^{2} \over r_{a}^{2}}.}
ومن ثم تصبح الحركة شبه قطرية (أي عندما تكون  σt σr >>) عند تحقق الشرط (ra r>>)، ومن جهة أخرى تصبح الحركة شبه متناحية (أي عندما تكون  σt σr ≈) عند تحقق الشرط (ra r <<). وهي خاصية مرغوب فيها، لاسيما وأن الأنظمة النجمية التي تنشأ بسبب انهيار جاذبي تتسم بأنوية متناحية، وأغلفة متباينة قطريًا. 
ومن الجدير بالذكر أنه إذا كانت قيمة ra صغيرة جدًا، فقد تعطي الدالة f قيمًا سالبة لبعض القيم من Q. وهذه نتيجة أنه في بعض الأحيان، قد يستحيل تحقيق نماذج الكتل الكروية عن طريق مدارات قطرية بحتة. وبالنظر إلى أنه يستحيل أن يكون عدد النجوم في مدار ما عددًا سالبًا، فمن المؤكد أن قيم البارامتر ra التي تؤدي إلى قيم سالبة في الدالة f ليس لها أي معنى فيزيائي. وبالتالي يمكن توظيف النتيجة السابقة في وضع حد أقصى لمدى تباين نماذج المجرات الكروية.
وفي ورقته التي نشرت عام 1985، عرف ميريت عائلتين جديدتين من النماذج (من النوع II)، والتي تصف نظامًا يحتوي على نواة متناحية، وغلاف متباين. وكلتا الدالتين تفترض الآتي:
{\displaystyle f=f(E-J^{2}/2r_{a}^{2})}.
وفي النوع IIa من النماذج، تصبح المدارات دائرية تمامًا عند تحقق الشرط (r = ra)، وتظل دائرية كذلك مع أنصاف أقطار أطول. وفي النوع IIb، فإن أنصاف الأقطار الأكبر من ra  تؤدي إلى مدارات ذات تباعدات مركزية مختلفة، مع كونها تميل إلى الشكل الدائري دائمًا. وفي كلتا العائلتين، تحدث قفزة في قيمة تشتت السرعة المماسية عندما يتخطى طول نصف القطر المقدار ra.
وفي ورقته البحثية المنشورة عام 1995، قام العالم سي. إم. كارولو باشتقاق عدة خواص قابلة للرصد للنوع الأول من نماذج أسيبكوف-ميريت.

## تطبيقات
ومن بين التطبيقات الشائعة على نماذج أسيبكوف-ميريت:
- نمذجة عناقيد النجوم، والمجرات، وهالات الطاقة السوداء، وعناقيد المجرات.[6][7]
- تشكيل نماذج لوصف المجرات المتباينة، وذلك بغرض دراسة الاضطرابات الديناميكية.[8][9]